# Lijst van burgemeesters van Spaubeek
Dit is een lijst van burgemeesters van de voormalige Nederlandse gemeente Spaubeek tot die gemeente op 1 januari 1982 opging in de gemeente Beek.
| Ambtsperiode | Naam burgemeester         | Partij of stroming | Bijzonderheden                                               |
| ------------ | ------------------------- | ------------------ | ------------------------------------------------------------ |
| 18?? - 18??  | ??                        |                    |                                                              |
| 1829 - 1874  | Joannes Andreas Eussen    |                    |                                                              |
| 1874 - 1886  | Joannes Andreas Kallen    |                    |                                                              |
| 1886 - 1895  | Joannes Augustinus Eussen |                    |                                                              |
| 1895 - 1908  | M.H. Kerckhofs            |                    |                                                              |
| 1908 - 1933  | J. Schutgens              |                    |                                                              |
| 1934 - 1962  | Joseph (J.H.J.) Visschers |                    |                                                              |
| 1962 - 1970  | W.H.C. Prick              | KVP                |                                                              |
| 1970 - 1975  | Jan (J.P.D.) van Banning  | KVP                | waarnemend; deels tevens burgemeester van Geleen (1951-1971) |
| 1975 - 1982  | Hub (P.L.H.) Creemers     | KVP / CDA          | later burgemeester van Born                                  |